# هورست ارمانترات
هورست ارمانترات (انگلیسی: Horst Ehrmantraut؛ زادهٔ ۱۱ دسامبر ۱۹۵۵) بازیکن فوتبال اهل آلمان است.
از باشگاه‌هایی که در آن بازی کرده‌است می‌توان به باشگاه فوتبال آینتراخت فرانکفورت و باشگاه فوتبال هرتابرلین اشاره کرد.